# Клушинка
Клушинка — деревня в Гагаринском районе Смоленской области России. Входит в состав Покровского сельского поселения. Население — 6 жителей (2007).
Расположена в северо-восточной части области в 23 км к юго-востоку от Гагарина, в 19 км южнее автодороги М1 «Беларусь». В 25 км северо-западнее деревни расположена железнодорожная станция Гагарин на линии Москва — Минск.

## История
В годы Великой Отечественной войны деревня была оккупирована гитлеровскими войсками в октябре 1941 года, освобождена в марте 1943 года.